# Maya Island Air
Maya Island Air é uma linha aérea beliziana. A Maya Island Air emprega mais de 150 pessoas e opera mais de 250 voos programados diariamente. Tem uma frota de 13 aeronaves, oferecendo serviços regulares para 9 destinos em Belize, além de fretamentos para Guatemala e Honduras. A sua base principal é no Aeroporto Internacional Philip S. W. Goldson.
A companhia aérea foi fundada e iniciou as suas operações em 1962 como Maya Airways, sendo criada para suceder a estatal British Honduras Airways, que havia encerrado suas atividades em 1961. Em 8 de maio de 1989, a Island Air a começou a oferecer serviços semelhantes para San Pedro e Cidade de Belize. Em 1 de dezembro de 1997, as duas empresas uniram-se, dando origem à Maya Island Air.

## Frota
A frota da Maya Island Air é composta de:
- 1 ATR 72-202
- 3 Britten-Norman BN2A Islander
- 1 Cessna 182S
- 7 Cessna 208B Caravan